# バレー郡 (アイダホ州)
バレー郡（英: Valley County）は、アメリカ合衆国アイダホ州の北中部に位置する郡である。2010年国勢調査での人口は9,862人である。郡庁所在地はカスケード（人口939人）であり、同郡で人口最大の都市はマッコール（人口2,991人）である。郡名はペイエット川北支流のロング・バレーに因んでおり、ペイエット湖岸のマッコールから南にカスケードのあるラウンド・バレーまで30マイル (48 km) 以上に広がっている。このバレーはボイシ・バレーから連れて来られる家畜の夏の牧草地である。1948年にカスケード・ダムが完成して以来、バレーの北部大半はカスケード貯水池に沈んだ。郡内にはアイダホジリスが生息している。

## 地理
アメリカ合衆国国勢調査局に拠れば、郡域全面積は3733.66平方マイル (9,670.1 km2)であり、このうち陸地は3677.82平方マイル (9,525.5 km2)、水域は55.84平方マイル (144.6 km2)で水域率は1.50％である

### 隣接する郡
- アイダホ郡 - 北
- アダムズ郡 - 西
- ジェム郡 - 南西
- ボイシ郡 - 南
- カスター郡 - 東
- レムヒ郡 - 東

### 国立保護地域
- ボイシ国立の森（部分）
- ペイエット国立の森（部分）
- サーモン国立の森（部分

## 交通

### 高規格道路
- - アイダホ州道55号線 - ペイエット川自然景観道路

郡内の主要な高規格道路は南北方向に走るアイダホ州道55号線、別名ペイエット川自然景観道路であり、国立シーニックバイウェイ自然景観道路に指定されている。エイダ郡のイーグル市からボイシ郡のホースシューベンド市に至り、ペイエット川の急流沿いにカスケードとマッコールにまで登っている。さらにマッコールのペイエット湖で西に転じてアダムズ郡のニューメドウズ市にあるアメリカ国道95号線との交差点で終わっている。

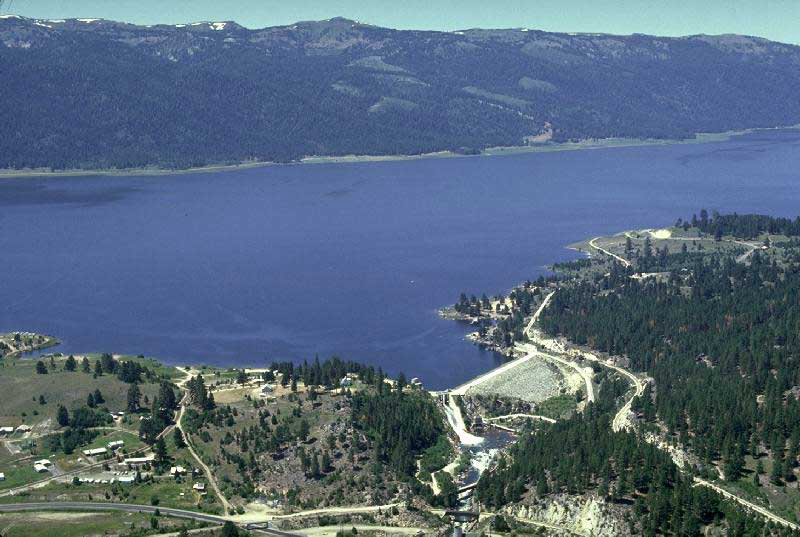
カスケード・ダムと貯水池

### 空港
郡内にはアイダホ州、アメリカ合衆国森林局および地元自治体が所有する公共用途空港がある。以下はそのリストである。
1. バーナード森林局空港 (U54)
2. ビッグクリーク空港 (U60)
3. ブルースメドウズ空港 (U63)
4. キャビンクリーク森林局空港 (I08)
5. カスケード空港  (U70)
6. ドナルド・D・コスキ記念空港  (U84)
7. インディアンクリーク森林局空港 (S81)
8. ジョンソンクリーク空港  (3U2)
9. クラッセル森林局空港 (24K)
10. ランドマーク森林局空港 (0U0)
11. マホニークリーク森林局空港 (0U3)
12. マッコール市民空港  (MYL)
13. ソルジャーバー森林局空港 (85U)
14. トマスクリーク空港  (2U8)

## 政治
バレー郡はアイダホ州の大半と同様、昔から共和党の強い地盤である。2004年アメリカ合衆国大統領選挙ではジョージ・W・ブッシュがジョン・ケリーを21％差（59％対38％）で破った。2008年アメリカ合衆国大統領選挙では、近年になく競り合いだったが、ジョン・マケインがバラク・オバマに7％上回った（52％対45％）。

## 人口動態
以下は2000年の国勢調査による人口統計データである。
| 基礎データ - 人口: 7,651人 - 世帯数: 3,208 世帯 - 家族数: 2,252 家族 - 人口密度: 1人/km2（2人/mi2） - 住居数: 8,084軒 - 住居密度: 1軒/km2（2/mi2） 人種別人口構成 - 白人: 96.43% - アフリカン・アメリカン: 0.04% - ネイティブ・アメリカン: 0.69% - アジア人: 0.30% - 太平洋諸島系: 0.04% - その他の人種: 1.01% - 混血: 1.40% - ヒスパニック・ラテン系: 1.96% 先祖による構成 - ドイツ系：19.1％ - イギリス系：16.4％ - アメリカ人：11.3％ - アイルランド系：10.1％ | 年齢別人口構成 - 18歳未満: 23.7% - 18-24歳: 4.4% - 25-44歳: 24.9% - 45-64歳: 32.2% - 65歳以上: 14.8% - 年齢の中央値: 44歳 - 性比（女性100人あたり男性の人口） - 総人口: 105.9 - 18歳以上: 104.4 世帯と家族（対世帯数） - 18歳未満の子供がいる: 28.1% - 結婚・同居している夫婦: 60.9% - 未婚・離婚・死別女性が世帯主: 5.4% - 非家族世帯: 29.8% - 単身世帯: 24.8% - 65歳以上の老人1人暮らし: 7.9% - 平均構成人数 - 世帯: 2.36人 - 家族: 2.81人 収入と家計 - 収入の中央値 - 世帯: 36,927米ドル - 家族: 42,283米ドル - 性別 - 男性: 31,113米ドル - 女性: 21,777米ドル - 人口1人あたり収入: 19,246米ドル - 貧困線以下 - 対人口: 9.3% - 対家族数: 6.2% - 18歳未満: 10.1% - 65歳以上: 5.6% |

## 都市と町

### 都市
- カスケード - 郡庁所在地
- ドネリー
- マッコール

### 未編入の町
- ビッグクリーク
- レイクフォーク
- ローズベリー
- スミスフェリー
- ウォームレイク
- イェローパイン